# 멤피스 벨 (영화)
《멤피스 벨》(Memphis Belle)은 영국과 미국의 합작으로 제작된 마이클 캐턴존스 감독의 1990년 액션, 드라마, 전쟁 영화이다. 매튜 모딘 등이 주연으로 출연하였고 데이비드 퍼트남 등이 제작에 참여하였다.

## 줄거리
2차 세계 대전 중, B-17 폭격기 '멤피스 벨'과 그 승무원들은 25번의 임무를 완수해야 귀환할 수 있다. 그들의 마지막 임무는 독일 브레멘에 있는 포케울프 전투기 생산 공장을 폭격하는 것이다. 처음에는 P-51 무스탕 전투기의 호위를 받지만, 이 전투기들은 작전 도중 철수해야 하고, 멤피스 벨은 홀로 적진을 향해 나아가야 한다. 멤피스 벨은 8 공군에서 25번의 임무를 완수한 첫 번째 폭격기가 될 것이기에 그 성공은 매우 중요한 의미를 갖는다. 육군 홍보 담당관인 데린저 중령은 멤피스 벨의 명성을 이용해 전쟁 채권을 판매하려 한다.
독일 상공에서 멤피스 벨은 대공포와 적기 공격으로 인해 피해를 입기 시작한 편대에서 선두를 맡게 된다. 연막 때문에 목표물을 찾기 힘들지만, 두 번째 시도에서 폭탄을 성공적으로 투하한다. 귀환하는 길에도 독일 전투기의 공격은 계속된다. 무전병 데일리는 심각한 부상을 입고, 엔진 화재로 인해 디어본 대위는 비행기를 급강하시켜 가까스로 불을 끈다.
추가적인 전투 피해로 인해 착륙 장치를 작동시키는 전기 시스템이 파괴되지만, 승무원들은 수동으로 장치를 작동시켜 무사히 착륙한다. 기지로 돌아온 멤피스 벨 승무원들은 승리를 축하하며 샴페인을 터뜨린다. 영화의 마지막 장면에서는 멤피스 벨이 1943년 5월 17일에 25번째이자 마지막 임무를 완수했으며, 제2차 세계 대전 동안 서유럽 상공에서 25만 대 이상의 항공기가 작전에 참가했고, 20만 명의 공군 조종사가 목숨을 잃었다는 사실을 전하며, 이 영화를 그들과 모든 군인에게 바친다는 헌사가 나온다.

## 출연

### 주연
- 매튜 모딘
- 에릭 스톨츠
- 테이트 도노반
- 디비 스위니
- 빌리 제인
- 숀 애스틴
- 해리 코닉 주니어
- 커트니 게인즈
- 네일 지언톨리
- 데이빗 스트라탄
- 존 리스고

### 조연
- 제인 호록스
- 맥 맥도날드
- 키스 에드워즈
- 스티븐 맥킨토시
- 브래들리 러벨
- 벤 브로우더
- 폴 버차드
- 에릭 로렌
- 캐시 머피
- 제이슨 샐키

## 기타
- 협력프로듀서: 에릭 레트레이
- 미술: 스투어트 크레그
- 의상: 제인 로빈슨
- 배역: 오웬스 힐